# 핀란드의 국기

핀란드의 국기 (비율 11:18)

핀란드의 국기(핀란드어: Suomen lippu, 스웨덴어: Finlands flagga)는 Siniristilippu(청십자기)라고도 불리며, 20세기 초부터 사용하였다. 흰색 배경에 남색 스칸디나비아 십자가 특징이다. 1918년 법률적으로 공식적인 핀란드의 국기로 인정되었다.
핀란드의 국기는 일반 국기와 국가 기구에 의해 사용되는 국기로 구분된다. 모든 핀란드 국민들은 필요에 따라 일반 국기를 게양할 권리를 가지고 있는 반면, 정부 국기는 국가 조직체를 제외한 어떤 단체나 사람들의 경우 그 사용이 제한되어 있다. 이 깃발은 남색 십자 가운데에 국장(붉은 정사각형 바탕의 바닥에 타타르인의 굽은 칼이 놓여 있으며, 유럽의 칼을 들고 있는 금색 사자)이 추가되어 있다.
핀란드의 국기는 스칸디나비아 십자에 기반을 두고 있다. 핀란드가 러시아 제국으로부터 독립한 이후에 많은 핀란드 애국자들이 나라를 위한 특별한 국기를 만들고 싶어했지만, 결국 19세기의 디자인을 다시 채택했다. 국기의 남색은 핀란드의 수많은 호수와 하늘을, 흰색은 겨울의 눈에 덮인 하얀 토지를 의미한다. 이 색상 조합은 핀란드의 각종 정부 기관, 군사 기관, 마을에서 수세기 동안 사용되어 왔다.

## 색상
| 색상 | 하양                  | 남색               |
| ---- | --------------------- | ------------------ |
| RGB  | 255–255–255 (#FFFFFF) | 0–53–128 (#003580) |

## 여러 국기들

정부기 (비율 11:18)
해군기 (비율 11:19)
대통령기 (비율 11:19)
함수기

## 옛 국기

1917년부터 1918년까지 사용된 기
1918년에 처음 제정된 기
1918년부터 1920년까지 사용된 기
1918년부터 1920년까지 사용된 정부기
1920년부터 1972년까지 사용된 정부기

## 같이 보기
- 핀란드의 국기 게양일
- 핀란드의 국장
- 핀란드의 국가